# Meteorit Avanhandava
Avanhandava és un meteorit condrita H que va caure a la terra el 1952, concretament a Avanhandava, São Paulo, Brasil. Un total de 9,33 quilograms (20.6 lb) d'aquest meteorit van ser recollits després que es trenqués durant el seu impacte amb la Terra. Està classificat com a H4 dins el grup de condrites normals. Estava dins l'edifici del Museu Nacional del Brasil quan s'hi va declarar l'incendi de grans proporcions del 2 de setembre de 2018.